# Russkies
Russkies es una película estadounidense de 1987 dirigida por Rick Rosenthal. Está protagonizada por Whip Hubley, Joaquin Phoenix, Peter Billingsley, Stefan DeSalle, Susan Walters, Patrick Kilpatrick y Vic Polizos. La película se estrenó el 6 de noviembre de 1987 en Estados Unidos.

## Argumento
Misha (Whip Hubley) trabaja en un buque ruso como radiotelegrafista. El buque es arrastrado en aguas de Florida debido a una misión fallida y va a parar a una playa. En ella habitan unos niños de 12 años (Joaquin Phoenix, Peter Billingsley y Stefan DeSalle) que están apasionados por los cómics y reconocen a Misha como uno de los malos que tienen que delatarlo por instinto, pero poco a poco va se van haciendo amigos en contra de los intereses del Gobierno de Estados Unidos.

## Sipnosis
Unas noches antes del Día de la Independencia, tres niños de 12 años (Danny, Adam y Jason) se reúnen en una habitación de Cayo Hueso leyendo su cómic favorito, "Sgt. Slammer". Mientras tanto, un buque de guerra soviético está anclado frente a la costa. El oficial de inteligencia Sulock ignora al capitán y arrastra a Mischa Pushkin y Boris a una balsa para remar hasta la orilla y recibir un prototipo de dispositivo de vigilancia de un traidor estadounidense. La balsa vuelca y Mischa aparece en la orilla.
A la mañana siguiente, Danny, Adam y Jason parten en su lancha hacia su escondite. Por el camino, encuentran un libro de códigos en ruso y la balsa hundida con letras rusas. Adam y Jason regresan a la ciudad y dejan a Danny al cuidado de su búnker. Danny entra en el búnker y Mischa lo retiene a punta de pistola. Incapaces de advertir a nadie de la presunta invasión, Adam y Jason regresan y dominan a Mischa.
Los chicos interrogan a Mischa, y Danny está decidido a entregarla a la policía. Adam está más interesado en la diplomacia. Sin formación médica, reclutan a Diane, la hermana de Adam, estudiante de enfermería. Después del almuerzo, la tensión aumenta sobre qué hacer a continuación, con Jason del lado de Adam para no entregar a Mischa a las autoridades. Mischa compra ropa, y los cuatro juegan en el hipódromo, la sala de juegos, el minigolf y las jaulas de bateo. Más tarde, Adam se va a mantener su tapadera con su padre, quien se ha dado cuenta de que la teoría de la invasión de Adam puede haber sido correcta. Sin embargo, antes de que Jason pueda irse, se encuentran con Raimy, un cabo borracho del Ejército de los EE. UU. que causa problemas en los muelles. Mischa intercede y casi llegan a las manos antes de que los policías militares aparezcan y devuelvan a Raimy a la base. Mischa se reprende a sí mismo, dándose cuenta de que casi cometió lo que podría ser un acto de guerra, y dice que quizás debería entregarse después de todo.
Danny idea un plan para que los chicos tomen prestada una embarcación de recreo, del puerto deportivo y lleven a su amigo a Cuba, donde podría encontrar el camino a casa. Con la ayuda de Diane de nuevo, se enteran de que sus padres fueron a su búnker.
Raimy intercepta a Mischa y a los chicos camino a requisar un bote. El encuentro con Raimy causa un retraso suficiente para que el barco abandone el muelle por su dueño. Creyendo que Mischa está en un callejón sin salida, son recibidos por Sulock y Boris, quienes les comunican que el submarino soviético viene a recogerlos después de medianoche. Una vez que Adam y Jason salen a pedir prestado otro bote para el encuentro, Sulock apunta con un arma a Danny y ordena a Mischa y Boris que lo aten. Sulock empuja a Mischa y Boris fuera del cobertizo a punta de pistola, con la intención de entrar en la base militar y robar el dispositivo de vigilancia. Tras rogarle a Sulock que no lleve a cabo este posible acto de guerra, Mischa activa la alarma y se retira al cobertizo con Raimy y la policía militar pisándole los talones. Los padres del chico casi atropellan a los rusos, y Diane, sin darse cuenta, lo revela todo al reconocer a Mischa.
Después de que Sulock ordene a todos subir al bote, Mischa desata a Danny y le ruega que busque ayuda. Al intentar llamar a la policía, Danny presencia cómo Raimy se apodera del barco de sus compañeros de copas para perseguir a los rusos. Danny se topa con la furgoneta de un artista local que se hace pasar por el Sargento Slammer y toma su mochila propulsora para sobrevolar el océano.
Los padres llegan al punto de encuentro. Danny vuela sobre ellos en la mochila propulsora. Raimy lo derriba y dispara a Mischa mientras este se lanza al agua para rescatarlo. Liberado de la mochila propulsora, Danny emerge y ruega a su padre que salve a Mischa. Una vez que los tres están a salvo en el barco, el submarino soviético emerge y sus marineros desenfundan sus armas. Temiendo que sus compañeros estén a punto de morir, Sulock apunta a Adam con su arma en la cabeza. Diane y el padre de Danny se paran frente a Mischa, listos para recibir la bala de Raimy. Tras unos tensos minutos, el enfrentamiento termina pacíficamente.
A la mañana siguiente, Raimy y Sulock son arrestados por sus respectivos ejércitos. El padre de Danny y Mischa se abrazan en agradecimiento mutuo. Mischa es el último ruso en entrar al submarino, despidiéndose de sus jóvenes amigos y deseando fervientemente que él y los chicos se reencuentren. La escena final muestra a Danny en su dormitorio leyendo el libro favorito de Mischa, "Guerra y Paz", a Adam y Jason vestidos de civil, lo que indica que han abandonado sus personalidades militares.

## Reparto
| Actor              | Personaje |
| ------------------ | --------- |
| Whip Hubley        | Mischa    |
| Joaquin Phoenix    | Danny     |
| Peter Billingsley  | Adam      |
| Stefan DeSalle     | Jason     |
| Susan Walters      | Diane     |
| Patrick Kilpatrick | Raimy     |
| Vic Polizos        | Sulock    |

## Comentarios
Basada en la novela de Alan Jay Glueckman. Tiene un pequeño papel el periodista de la CBS, Ed Bradley.